# Comuna Sveti Jurij v Slovenskih goricah
Sveti Jurij v Slovenskih goricah (Občina Sveti Jurij v Slovenskih goricah) este o comună din Slovenia, cu o populație de 2.184 de locuitori (30.06.2007).

## Localități
Jurovski Dol, Malna, Spodnji Gasteraj, Srednji Gasteraj, Varda, Zgornje Partinje, Zgornji Gasteraj, Žitence